# Arnold Schoenberg Chor
Le Arnold Schoenberg Chor (en français : Chœur Arnold Schoenberg), est un chœur basé à Vienne et qui depuis 2006 est attaché également au Theater an der Wien.

## Historique
Erwin Ortner a réuni dans la paroisse de St. Othmar unter den Weißgerbern à Vienne un petit cercle d'amis, qui est devenu plus tard la chorale des jeunes, puis en 1968, le Chœur de Chambre de St. Othmar avec laquelle à l'âge de 21 ans, il a obtenu une deuxième place au Concours Choral à Spittal an der Drau. En 1971, le Chœur a remporté le concours à Spittal. Enfin, le Chœur a pris le nom de Arnold Schoenberg Chor en 1972 en hommage au compositeur Arnold Schoenberg.

## Répertoire
Le répertoire du chœur couvre un large éventail de la Renaissance à la musique contemporaine, de la musique a cappella  à de grandes pièces avec orchestre ou des opéras. Le chœur a travaillé avec des chefs célèbres tels que : Claudio Abbado, Riccardo Muti et Lorin Maazel - pour n'en nommer que quelques-uns. De plus il s'est produit dans des opéras tels que :  Fierrabras de Franz Schubert à l'Opéra national de Vienne, Saint François d'Assise d'Olivier Messiaen et Cronaca del luogo de Luciano Berio au festival de Salzbourg et des vidéos de trois opéras de Mozart avec le producteur Peter Sellars.
Le Chœur Arnold Schoenberg a eu une relation de travail étroite avec Nikolaus Harnoncourt pendant plus de 20 ans. Pendant cette période, ils ont travaillé et enregistré la Messe en si mineur de Bach, les Vespro della Beata Vergine de Claudio Monteverdi, La Création et Les Saisons de Joseph Haydn, la Missa Solemnis et la Neuvième Symphonie de Ludwig van Beethoven. Ils ont aussi coopéré dans des opéras tels que Dido and Æneas de Purcell, Samson de Haendel, et Fidelio de Beethoven. Ils ont joué Fidelio à Madrid avec Claudio Abbado en 2008. À l'occasion du 80e anniversaire d'Harnoncourt a été publié son enregistrement du Porgy and Bess de Gershwin.

## Distinctions et prix
Sous la direction d'Erwin Ortner, l'ensemble des œuvres chorales profanes de Schubert a été enregistré à partir de 1996 sur 7 CD. Cet enregistrement a reçu le prix des critiques de disques allemands, le Diapason d'Or en France, le Prix Caecilia en Belgique et le Grand Prix de l'Académie des Oscars en 1997 au Japon.
En 2001, le chœur a reçu un Grammy Award dans la catégorie Meilleur enregistrement Choral pour l'enregistrement de la Passion selon saint Matthieu de Johann Sebastian Bach avec Harnoncourt. En 2007, la Wiener Festwochen-Produktion a choisi De la maison des morts de Leoš Janáček avec le Chœur Arnold Schoenberg comme le meilleur enregistrement de l'année 2007 sur l'ensemble des productions d'opéra en Allemagne.
En 2010, l'enregistrement des Saisons de Joseph Haydn avec le Chœur Arnold Schoenberg a reçu le Prix ECHO Klassik.
En 2017, il International Opera Award dans la catégorie « chœur » (2017).